# Run (Rondé)
Run is een nummer van de Nederlandse band Rondé uit 2014. Het is de eerste single van hun titelloze debuutalbum.
Met "Run" werd Rondé in oktober 2014 uitgeroepen tot 3FM Serious Talent. Ondanks dat het nummer in Nederland slechts de 2e positie in de Tipparade bereikte, werd het nummer toch populair en werd Rondé door veel muziekcritici geprezen. Het haalde zelfs goud in Nederland. Ook in Vlaanderen bereikte het nummer de hitlijsten, daar haalde het de 67e positie in de Tipparade.
In de zomer van 2015 maakte het Nederlandse dj-duo East & Young een remix van het nummer, die destijds ook gebruikt werd in een reclame voor Heineken. Deze remix haalde in Nederland de 7e positie in de Tipparade.